# Kriva Reka (Brus)
Kriva Reka (em cirílico: Крива Река) é uma vila da Sérvia localizada no município de Brus, pertencente ao distrito de Rasina. A sua população era de 390 habitantes segundo o censo de 2011.

## Demografia
| 1948 | 1953 | 1961 | 1971 | 1981 | 1991 | 2002 | 2011 |
| ---- | ---- | ---- | ---- | ---- | ---- | ---- | ---- |
| 773  | 918  | 1086 | 1105 | 922  | 775  | 519  | 390  |